# 5G
У телекомуникацији, 5G је пета генерација технолошког стандарда за мобилне мреже, коју су компаније за мобилну телефонију почеле да развијају широм света 2019. године, планирани наследник 4G мрежа које пружају могућност повезивања са већином тренутних мобилних телефона. Као и његови претходници, 5G мреже су мобилне мреже, у којима је услужно подручје подељено на мала географска подручја која се називају ћелије. Сви 5G бежични уређаји у ћелији су повезани са интернетом и телефонском мрежом радио таласима преко локалне антене у ћелији. Главна предност нових мрежа је та што ће имати већу ширину опсега, што омогућава веће брзине преузимања — до 10 Gbit/s (гигабита у секунди). Због повећане пропусности, очекује се да нове мреже неће само сервисирати мобилне телефоне попут постојећих мобилних мрежа, већ ће се користити и као општи добављачи интернет услуга за лаптопе и десктоп рачунаре, надмећући се са постојећим добављачима, као што је кабловски интернет. Тренутни 4G мобилни телефони неће моћи да користе нове мреже, за шта ће бити потребни нови бежични уређаји који подржавају 5G.
Повећана брзина се делимично постиже коришћењем радио таласа високе фреквенције од тренутних ћелијских мрежа. Међутим, радио таласи високих фреквенција имају краћи домет од фреквенција које су користиле претходне куле мобилних телефона, те су потребне мање ћелије. Да би обезбедили широку услугу, 5G мреже раде на три фреквенцијска опсега, ниска, средња и висока. 5G мрежа ће се састојати од мрежа до 3 различите врсте ћелија, од којих свака захтева различите антене, а свака врста ће добити различит компромис брзине преузимања у односу на растојање и услужну област. 5G мобилни телефони и бежични уређаји повезиваће се на мрежу путем антене највеће брзине унутар распона на њиховој локацији 